# Мистецька вулиця (Київ)
Мисте́цька ву́лиця — вулиця в Голосіївському районі міста Києва, місцевість Ширма. Пролягає від проспекту Валерія Лобановського до тупика.
Прилучаються вулиці Наталії Лотоцької, Карпатської Січі, Генерала Момота та Володимира Самійленка (двічі), провулки Наталії Лотоцької та Ольвійський.

## Історія
Виникла в середині XX століття під назвою 760-та Нова вулиця, у 1953–1958 роках мала назву Пролетарський провулок. Сучасна назва — з 1958 року.